# خولان
 خولان : قبيلة يمنية قديمة يرى علماء الآثار أنهم شعب من شعوب اليمن القديم لمعاصرة سبأ ومعين. توجد في اليمن قبيلتين باسم خولان، قبيلة خولان (الطيال/العالية) في مأرب وصنعاء والبيضاء، وهم حالياً جزء من بكيل. وقد جاء ذكرهم ّفي نقوش ملوك سبأ باسم «خولن» لأول مرة في القرن السابع قبل الميلاد. وقبيلة خولان (بن عامر/عمرو) في صعدة وعسير (السراة) المذكورة في نقوش ملوك همدان باسم «خولن جددن» خولان الجديدة. وقد حشر النسابة خولان في عدة أنساق أنسابية، فهي خولان بن قحطان في قول، وخولان من قضاعة في آخر، وخولان من كهلان في قول. وعند الهمداني فإن خولان العالية منها هي كهلانية، أما خولان صعدة فهي عنده قضاعية حميرية فاصلا بالتالي بينهما، وقد عارضه نشوان الحميري في ذلك قائلا بأن كلا من الفرعين ينتميان إلى قضاعة.

## النسب
اختلف النسابة في نسب خولان، وفي ذلك قال بدر الدين العيني:«حكى الهمداني في كتاب (الإكليل) قال: خولان بن عمرو بن الحاف بن قضاعة، وخولان بن عمرو بن مالك بن الحارث بن مرة بن أدد. قال: وخولان حضور وخولان ردع هو ابن قحطان». فقسم الهمداني خولان إلى ثلاثة أنساب مختلفة، مما يبين إنها حلف قبلي تحت اسم خولان. وقد ذهب ألويس اشبرنجر وكارستن نيبور إلى أن خولان هي حويلة بن كوش بن حام إحدى القبائل العربية المذكورة في التوراة،كما ذهب لقولهم مجموعة من المؤرخين العرب،ولكن خالفهم جواد علي في هذا الرأي.
وردت نصوص سبئية قديمة بخط المسند تشير إلى خولان وإلى سنحان عدة مرات ودائما ما يذكرون معاً مما يرجح أنهم وسنحان يقطنون على مقربة بالمنطقة ذاتها. والملاحظ أن هذه ينطبق على كل من خولان الطيال وسنحان في صنعاء وعلى قبيلة خولان في إقليم السراة القاطنين على مقربة من سنحان قحطان. وفيهم يقول جواد علي: :«خولان من القبائل الكبيرة القوية التي ذُكرت في عدد كبير من الكتابات العربية الجنوبية, وقد رأينا اسمهم لامعًا في أيام المعينيين. وقد ذكرت أنهم هاجموا مع السبئيين قافلة معينية كان يقودها "كبيران"، وحمد المعينيون آلهتهم وشكروها على نجاة هذه القافلة، وهي من القبائل العربية الحية السعيدة الحظ؛ لأنها ما تزال معروفة، ولها مع ذلك تأريخ قديم قد نصعد به إلى الألف الأول قبل الميلاد».

## أقسام القبيلة
يوجد قبيلتين تحمل اسم خولان، قبيلة خولان في محافظة صنعاء ومأرب والبيضاء، وقبيلة خولان في منطقة صعدة وإقليم السراة (اقليم عسير).

### خولان صعدة والسراة
لا يزال أفراد قبائل خولان في جبال السروات يتحدثون لغتهم الأم وهي لغة يمنية قديمة مهددة بالانقراض وينقسمون إلى 30 قبيلة وهم:
- بني مالك
- فيفا
- بني منبه
- الريث
- سحار
- بني جماعه
- رازح
- آل تليد
- بلغازي
- بنو معين
- غمر
- بني حريص
- قيس
- آل ثابت
- هروب
- منجد
- بني ودعان
- بنو مجهل
- الصهاليل
- العبادل
- آل جابر
- آل نخيف
- آل سفيان
- بني امشيخ
- بنو أحمد
- آل الصهيف
- حلفي
- عبس (العزي والحقو)

سراة خولان صعدة وفيفا وبني مالك والريث وبلغازي وآل تليد وسحار ورازح وبني جماعة ومنبه ومعين وحريص وشدا

- جهوزي (بني زبيد - بني كرب - بني واس...)

### خولان الطيال
- جهم
- بني شداد
- بني جبر
- بني ظبيان
- بني سحام
- بني بهلول
- السهمان
- بني الاْعروش
- قروى
- اليمانيتين العليا والسفلا

حسب بعض الإخباريين تنقسم خولان إلى قسمين رئيسيين خولان صعدة (بن عامر/عمرو) وخولان العالية (الطيال) وكليهما من خولان بن عمرو من أصل واحد وفي هذا قال الهمداني:
| خولان               | "خولان العالية من أولاد خولان بن عمرو بن مالك بن الحارث بن مرة بن أدد بن عمر بن عريب بن زيد بن كهلان ابن سبأ. وهذا خلاف ما عليه خولان العالية، فهم من أول الدهر إلى آخره ينتسبون إلى حمير، ولا ينكرون أخوتهم من خولان بن عمرو بن الحاف بحقل صعدة ونواحيه. وإنما قيل خولان العالية، للفرق بين البلاد لا الفرق بين النسب، كما يقال أزد شنوة وأزد عمان ولا إشكال في أن الجميع من الأزد، وكما يقال طيء السهل وطيء الجبل، وخولان الشام وخولان اليمن وهمدان الجبال وهمدان البون وعذر شعب وعذر مطرة وغير ذلك " | خولان |
| — الإكليل "10/ 293" | |       |

## أخبار خولان العالية في الكتابات القديمة
ورد اسم خولان في كتابات قديمة كثيرة فمن هذه الكتابات نص يخبر عن نشوب حرب في أيام ملوك سبأ، سقط منه اسم الملك، وسقطت منه كلمات عدة وأسطر أضاعت المعنى. وقد شارك أصحاب هذه الكتابة في هذه الحرب، وعادوا منها موفورين سالمين، ويفهم من الكلمات الباقية في النص أن قبيلة خولان كانت قد ثارت على ملك سبأ، فجهز السبئيون حملة عسكرية عليهم، دحرت خولان، وتغلبت عليها، وحصل السبئيون على غنائم كثيرة. وكان يحكم خولان قيل لم يرد في النص اسمه، ولعله سقط من الكتابة، وقد أشير إليه ب (ذي خولان).
في عهد الملك شمر الحميري حصلت معركة في تهامة في مكان إسمه «بيش» (محافظة بيش) في منطقة جازان وكان قائد الحملة ضابط برتبة مقتوى إسمه «أبو كرب» من قبيلة خولان وذكر أنه حارب قبائل عك و«سهرة» و«حرة». 

ثم سيّرت حملة عسكرية أخرى من الخولانيون بقيادة مقتوى آخر من خولان إتجاه حريب في مأرب ثم اتجه نحو منطقة خيوان قرب صنعاء ثم وادي أملح في صعدة ثم نحو عسير مرة أخرى
وتقع صرواح عاصمة السبئيين ضمن نطاق بلاد خولان العالية، وقد ذهب (الويس شبرنكر) و (نيبور) إلى إن قبيلة خولان هي قبيلة حويلة، ولكن هناك صعوبات كثيرة يراها الدكتور جواد علي تحول دون قبول هذا الرأي 

## أخبار خولان صعدة في الكتابات القديمة

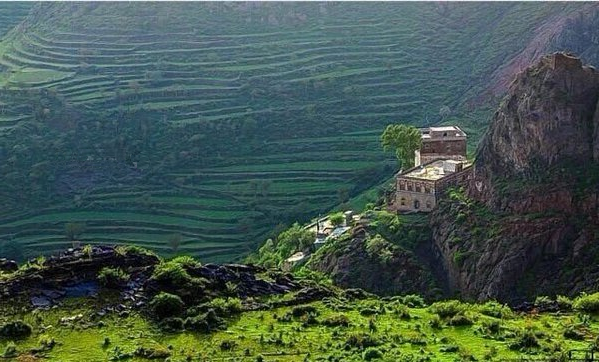
منطقة رازح في سراة خولان

و ورد في نص معيني ما يفيد اعتراض جماعة غازين من الخولانيين لقافلة معينة كانت تسلك طريق معان التجاري، وقد أفلتت من أيدي الغزاة ونجت، وهناك نص آخر يشير حول تعرض الخولانيون والسبئيون لقافلة تجارية معينة في الطريق بين «ماون» «ماوان» و«رجمت» (رقمات).
وفي هذه الأخبار دلالة على نشاط الخولانيين في مناطق تقع شمال اليمن قبل الميلاد بأزمان، وأنهم كانوا من الذين يتحرشون بالطرق التجارية ويعترضون سبل المارة، كما يفعل الأعراب. ولعل هؤلاء الخولانيون كانوا من الأعراب المتنقلين أو من خولان الجديدة.
والأجدود هي قبيلة في خولان ذكرت في نقوش أقيال همدان باسم «خولن جددن» خولان الجديدة ويعتقد أن هذه الاسم كان يخص قبيلة الأجدود أو قسم من خولان صعدة وعسير وليس كلهم.
بعد أن عاد الملك شمر من حملته العسكرية على حضرموت، شنَّ حملة أُخرى على المتمردين وقطاع الطرق في خولان الددن (خولن الددن) أرض قبيلة الددن في بلاد خولان وقد كلّف الملك أحد ضباطه الخولانيين بأن يعسكر في مدينة صعدة (بهجرن صعدتم) وضع حماية بها ثم قام بقطع الطريق على بعض الددن وسنحان في وادي دفا، وقد نفّذ القائد العسكري ما طلب منه. ثم عاد الملك شمر فأصدر أمره بالهجوم على سهرتن وحرتن أي أرض قبيلة سهرة وحرت حيث سبق للملك بشن حملات عسكرية عليها. لا تزال سنحان تقطن في وادي دفا حتى اليوم أما قبيلة الددن انقطع ذكرها.

## إسلام خولان
عند ظهور الإسلام، كانت خولان صعدة وصنعاء تتعبد للإسم الوثني عميأنس بن سنحان. أسلمت قبيلة خولان في السنة العاشرة للهجرة،
حيث وصل وفد منها إلى الرسول معلناً له الدخول في الإسلام وكانوا عشرة
فقالوا: يا رسول الله نحن على من وراءنا من قومنا ونحن مؤمنون بالله عز وجل ومصدقون برسوله وقد ضربنا إليك آباط الإبل وركبنا حزون الأرض وسهولها والمنّة لله ولرسوله علينا وقدمنا زائرين لك فقال رسول الله: (أما ما ذكرتم من مسيركم إلي فإن لكم بكل خطوة خطاها بعير أحدكم حسنة وأما قولكم زائرين لك فإنه من زارني بالمدينة كان في جواري يوم القيامة) قالوا: يا رسول الله هذا السفر الذي لا توى عليه ثم قال رسول الله:(ما فعل عم أنس) قالوا: أبشر بدلنا الله به ما جئت به وقد بقيت منا بقايا - من شيخ كبير وعجوز كبيرة - متمسكون به ولو قدمنا عليه لهدمناه إن شاء الله فقد كنا منه في غرور وفتنة.
فقال لهم رسول الله:(وما أعظم ما رأيتم من فتنته؟) قالوا: لقد رأيتنا أسنتنا حتى أكلنا الرمة فجمعنا ما قدرنا عليه وابتعنا به مائة ثور ونحرناها لعم أنس قربانا في غداة واحدة وتركناها تردها السباع ونحن أحوج إليها من السباع فجاءنا الغيث من ساعتنا ولقد رأينا العشب يواري الرجال ويقول قائلنا: أنعم علينا عم أنس وذكروا لرسول الله ما كانوا يقسمون لصنمهم هذا من أنعامهم وحروثهم وأنهم كانوا يجعلون من ذلك جزءا له وجزءا لله بزعمهم قالوا: كنا نزرع الزرع فنجعل له وسطه فنسميه له ونسمي زرعا آخر حجرة لله فإذا مالت الريح فالذي سمينا لله جعلناه لعم أنس وإذا مالت الريح فالذي جعلناه لعم أنس لم نجعله لله فذكر لهم رسول الله (أن الله أنزل علي في ذلك ((وجعلوا لله مما ذرأ من الحرث والأنعام نصيبا)). قالوا: وكنا نتحاكم إليه فيتكلم فقال رسول الله:(تلك الشياطين تكلمكم) وسألوه عن فرائض الدين فأخبرهم وأمرهم بالوفاء بالعهد وأداء الأمانة وحسن الجوار لمن جاوروا وأن لا يظلموا أحدا. قال:(فإن الظلم ظلمات يوم القيامة) ثم ودعوه بعد أيام وأجازهم فرجعوا إلى قومهم فلم يحلوا عقدة حتى هدموا عميأنس.
شارك الخولانيين بشكل فعال في الفتوحات الإسلامية وكان السمح بن مالك الخولاني حاكما على الأندلس.

## اللغة
لا يزال أفراد قبائل خولان في صعده وإقليم السراة (عسير) يتحدثون إحدى لغات اليمن القديم كلغة أم وينقسمون إلى 20 قبيلة ولكل قبيلة لهجة خاصة وأشهرها لهجة فيفا ولهجة بني مالك ولهجة منبه ولهجة رازح ولهجة بني جماعة، تعتبر لغتهم مهمة جدا لترجمة ولفهم بعض نقوش المسند. ولغتهم أيضا يتحدث بها قسم من سكان الجبال في اليمن وبعض القبائل الأخرى غير الخولانيين في تهامة وعسير وجازان.
كان اليمنيين القدماء يتحدثون اللغة الجزرية الغربية القديمة، والفرق بين اللغة السبئية والحميرية هو فرق لهجات، والنقوش التي كتبها الخولانيين القدماء تظهر تحدثهم نفس اللغة التي كان يتحدثها السبئيين والحميريين، ولذلك تعتبر لغة خولان أو «اللغة الجزرية الغربية الحديثة» لغة متطورة تنحدر من اللغة الجزرية الغربية القديمة (اللغة السبئية والحميرية).
اما لغات المهرة تنحدر من اللغة الجزرية الشرقية القديمة، وخلافا لما هو شائع فإن لغتهم هذه لا علاقة لها باللغات الجزرية الجنوبية الغربية القديمة (اللغة السبئية والحميرية) على الإطلاق فهي لغة بدائية قديمة جداً وخاصة بالمهريين والشحريين والسقطريين وسكان الربع الخالي  لكنها قد تشترك مع اللغات الجزرية الغربية القديمة (السامية الجنوبية القديمة) في بعض الكلمات والمميزات اللغوية، فكلمة اورخ مثلاً في اللغة الجزرية الغربية القديمة (السبئية والحميرية) تعني «تاريخ»، اما في اللغة الجزرية الشرقية (المهرية) تعني «شهر».

## الزي
الزي الشعبي في منطقة سراة خولان يتكون من قميص أزرق غامق أو أبيض وزرة سوداء ملقمة باللون الأزرق والإكليل وجنبية وهو قريب من زي سكان مرتفعات اليمن وزي أهل تهامة قحطان. ويصنع الإكليل من النباتات العطرية.
وضع الإكليل على الرأس والطوق المعدني بكوع اليد كان نوع من الزينة في ممالك اليمن القديم وأصبح تقليد متوارث بين القبائل اليمنية.
كان أفراد قبائل خولان في السروات حتى خمسينيات القرن العشرين لا يزالون يرتدون الزي السبئي والذي هو عبارة عن الإزار والإكليل وطوق معدني بكوع اليد وهو اللباس الشائع في مملكة سبأ وأيضا بددان ومماليك اليمن القديم منذ القرن الثاني عشر قبل الميلاد.